# Javorje, Gorenja vas - Poljane
Javorje so naselje v Občini Gorenja vas - Poljane.